# Municipio de Pelican (Dakota del Norte)
El municipio de Pelican (en inglés: Pelican Township) es un municipio ubicado en el condado de Ramsey en el estado estadounidense de Dakota del Norte. En el año 2010 tenía una población de 39 habitantes y una densidad poblacional de 0,56 personas por km².

## Geografía
El municipio de Pelican se encuentra ubicado en las coordenadas 48°9′44″N 99°6′46″O / 48.16222, -99.11278. Según la Oficina del Censo de los Estados Unidos, el municipio tiene una superficie total de 69.39 km², de la cual 66,8 km² corresponden a tierra firme y (3,73 %) 2,59 km² es agua.

## Demografía
Según el censo de 2010, había 39 personas residiendo en el municipio de Pelican. La densidad de población era de 0,56 hab./km². De los 39 habitantes, el municipio de Pelican estaba compuesto por el 94,87 % blancos y el 5,13 % eran de una mezcla de razas. Del total de la población el 0 % eran hispanos o latinos de cualquier raza.